# Leptostegna
Leptostegna là một chi bướm đêm thuộc họ Geometridae.